# Hermann Lilla
Hermann Lilla (Budapest, 1997. augusztus 31.) magyar szinkronszínésznő.

## Szinkronszerepei

### Filmek
| Cím                                   | Szereplő                                                 | Színész             |
| ------------------------------------- | -------------------------------------------------------- | ------------------- |
| A karate kölyök                       | Meiying                                                  | Wenwen Han          |
| A láthatatlan tesó                    | Nikki                                                    | Rachel Crow         |
| Arrietty – Elvitte a manó             | Arrietty                                                 | Sida Mirai          |
| Astro Boy                             | Widget                                                   | Madeline Carroll    |
| Az elnök végveszélyben                | Emily Cale                                               | Joey King           |
| Kaguya hercegnő története             | Kaguya (kamasz)                                          | Aszakura Aki        |
| Fogságban                             | Eliza Birch                                              | Zoe Borde           |
| A könyvek hercege                     | Cukisima Sizuku                                          | Honna Jóko          |
| ParaNorman                            | Salma                                                    | Hannah Noyes        |
| Sárkányvadászok                       | Zoé                                                      | Marie Drion         |
| Tekken: Vérvonal                      | Ling Xiaoyu                                              | Maaya Sakamoto      |
| X-Men: Az eljövendő múlt napjai       | Raven                                                    | Morgan Lily         |
| Az utolsó léghajlító (Shyamalan film) | Katara                                                   | Nicola Peltz        |
| Ötösfogat                             | George                                                   | Valeria Eisenbart   |
| Kertitörpe-kommandó                   | Chelsea                                                  | Madison De La Garza |
| Deadpool                              | Noriko Ashida / Yukio: X-Men tag, Tini Torpedó barátnője | Shioli Kutsuna      |
| Kellékfeleség                         | Maggie                                                   | Bailee Madison      |
| Családi Affér                         | Zara                                                     | Chris munkatársa\|  |

### Sorozatok
| Cím                                  | Szereplő                  | Színész           |
| ------------------------------------ | ------------------------- | ----------------- |
| Dragon Ball Super                    | Mai                       |                   |
| Tekken: Vérvonal                     | Ling Xiaoyu               |                   |
| A semmi közepén                      | Tanya (5. évad 23. rész)  | Teresa Orlean     |
| Mr. Young                            | Echo                      | Matreya Fedor     |
| Tényleg Maddy                        | Maddy Cooper              | Sydney Imbeau     |
| Bia                                  | Pixie Ocaranta            | Daniela Trujillo  |
| Game Shakers                         | Kenzie Bell               | Madisyn Shipman   |
| Az elsüllyedt világok                | Rebeka (2. évad)          | Amandine Rajau    |
| Eperke legújabb kalandjai            | Málnahab                  |                   |
| Ever After High                      | Kitty Cheshire            | Bekka Prewitt     |
| Evermoor titkai                      | Sorsha Doyle              | Jordan Loughran   |
| Gofri, a csodakutya                  | Anaya                     | Anjika Dyal       |
| Gormiti                              | Jessica Herleins          |                   |
| K.C., a tinikém                      | Judy Cooper (2. évad)     | Trinitee Stokes   |
| Kirby Buckets kalandjai              | Dawn Buckets              | Olivia Stuck      |
| Korra legendája                      | Suyin Beifong (tinédzser) | Jessie Flower     |
| A Lármás család                      | Lármás Lana               | Grey Griffin      |
| Léna farmja                          | Samantha                  |                   |
| Liv és Maddie                        | Maddie Rooney             | Dove Cameron      |
| Marsupilami                          | Sarah                     |                   |
| Miraculous                           | Chloé Bourgeois           | Marie Chevalot    |
| Pán Péter legújabb kalandjai         | Wendy                     | Lisa Caruso       |
| Rick és Morty                        | Jessica                   | Kari Wahlgren     |
| Riley a nagyvilágban                 | Riley Matthews            | Rowan Blanchard   |
| Simsala Grimm                        |                           |                   |
| Star Darlings: Csillagocskák         | Clover                    | Julie Nathanson   |
| Steven Universe                      | Sadie                     |                   |
| Szörfsuli                            | Loren Power               | Amy Beckwith      |
| Szulejmán                            | Elif                      |                   |
| Szulejmán                            | Nazli Hatun (2. hang)     |                   |
| Született kémek                      | Alex (6. évad)            | Katie Griffin     |
| The Avatars                          | Lou                       | India Coombs      |
| The Walking Dead                     | Beth Greene               | Emily Kinney      |
| A Thunderman család                  | Nora Thunderman           | Addison Riecke    |
| Penny a M.A.R.S.-ból                 | Camilla Young             | Shannon Gaskin    |
| Violetta                             | Helena ,,Lena" Vidal      | Lucía Gil         |
| Zack és Cody a fedélzeten            | Maya Benett               | Zoey Deutch       |
| 100 dolog a gimi előtt               | CJ Martin                 | Isabela Moner     |
| Gorcsok és Gumblik                   | Jolli                     | Akiya Henry       |
| Ready Jet Go!                        | Mindy                     | Jaeda Lily Miller |
| Hősakadémia                          | Asui Tsuyu                |                   |
| Elfen Lied                           | Mayu                      |                   |
| Ő és a cicája                        | Miyu                      |                   |
| Babi kávézója                        | Bűbáj                     |                   |
| Napsugár                             | Blair                     |                   |
| Shimmer és Shine, a dzsinn testvérek | Leah                      |                   |
| A bagolyház                          | Luz                       |                   |
| Cobra 11                             | Ayda Gerkhan              | Pauletta Pollmann |